# Tamara Degtiareva
Tamara Vassilievna Degtiareva (en russe : Тамара Васильевна Дегтярёва), née le 29 mai 1944 à (Korolev et morte le 9 août 2018 à Moscou, est une actrice soviétique, puis, russe.

## Biographie
Degtiareva naît à Korolev dans l'oblast de Moscou en 1944. Ses parents travaillent dans une usine et alors qu'elle est enfant, sa mère arrête de travailler pour s'occuper d'elle. Elle fait ses études à l'École supérieure d'art dramatique Mikhaïl-Chtchepkine en 1965 et devient actrice du Théâtre du jeune spectateur de Moscou. En 1970, elle quitte la troupe pour le théâtre Sovremennik auquel elle restera fidèle jusqu'à la fin de sa carrière.
Elle fait son début au cinéma en 1969, avec le rôle principal dans le film Les Rencontres à l'aube d'Edouard Gavrilov, adapté de la nouvelle À la maison d'Anatoli Kouznetsov. Un mois après la sortie du film, l'écrivain, parti en voyage d'affaires à Londres, décide de ne pas retourner en URSS - le film a été retiré de la distribution. Son rôle le plus marquant est celui d'Agathe dans la série télévisée L'Appel éternel (1976) inspirée du roman éponyme d'Anatoli Ivanov. Pour ce rôle, elle recevra le Prix d'État de l'URSS en 1979,.
Elle enseigne l'art dramatique à VGIK. 
En 2005, elle est faite artiste du peuple de la fédération de Russie.
Décédée à Moscou le 9 août 2018 à l'âge de 74 ans, elle est inhumée au cimetière Nikolo-Arkhangelskoïe de Balachikha.

## Filmographie
- 1976 : L'Appel éternel (Вечный зов) (TV) : Agathe